# Lizandro Morales Márquez
Lizandro Iván Morales Márquez (Tovar, Mérida, 12 de agosto de 1965) es un político y bioanalista venezolano. Fue alcalde del municipio Tovar entre 2008 y 2013.

## Biografía

### Formación académica
Lizandro Morales cursó estudios de primaria en la Escuela Coronel Antonio Rangel de Tovar y secundaria en el Liceo Eutimio Rivas de Santa Cruz de Mora, luego ingresó a la Universidad de Los Andes para realizar estudios de pregrado en las carreras de Farmacia y bioanálisis, egresando sólo de esta última al no haber culminado la carrera de farmacia.
Realizó una especialidad en citología en la casa de estudios merideña y luego obtuvo una maestría en gerencia municipal.

### Carrera política
Durante sus estudios en la Facultad de Farmacia de la Universidad de Los Andes militó en las filas de la Juventud de Acción Democrática creando el Movimiento 10 de Farmacia, con el cual se postuló a cargos de elección dentro esta casa de estudios.
En 2005 presentó su nombre como candidato a Concejal del Municipio Tovar por el circuito N°01 respaldado por su partido Acción Democrática en alianza con los partidos COPEI y MAS, en donde perdió frente a la fórmula oficialista.

#### Alcalde de Tovar
En 2008 se volvió a presentar a cargos de elección popular, esta vez para el cargo de Alcalde, sin embargo debido a la cantidad de aspirantes y motivado al "Acuerdo de Unidad Nacional" firmado en Caracas el 23 de enero de ese año, se midió en unas elecciones el 4 de mayo resultando ganador frente a sus oponentes Nilson Guerra de COPEI y Hernando Sierra candidato Independiente, para luego obtener la victoria en los comicios municipales oficiales el 23 de noviembre con el 51,22% frente a su adversario oficialista Yván Pulitti.
En 2011 presentó su intención de medirse en las Elecciones primarias de la Mesa de la Unidad Democrática, sin embargo tras lograrse el acuerdo de unidad con el apoyo de más del 50% de los partidos políticos resultó candidato unitario por consenso a la reelección, candidatura que se vería inmersa en diversas críticas por los sectores políticos y comunitarios del municipio, lo cual llevó a que el 17 de agosto declinara su candidatura a favor de la secretaría juvenil regional Jeny Molina, evento que fuese presionado por el propio comité político nacional.
Ocupó la presidencia protémpore de la Asociación de Alcaldes por Venezuela en el año 2012, así como la coordinación municipal de la Mesa de la Unidad Democrática en Tovar, y la jefatura de campaña municipal de Jesús Rondón Nucete/William Dávila, Pablo Pérez/Ramón Guevara, Henrique Capriles, Léster Rodríguez y Henrique Capriles en las elecciones Parlamentarias 2010, Primarias MUD 2012, Presidenciales 2012, Regionales 2012 y Presidenciales 2013 respectivamente.
La administración de Lizandro Morales como burgomaestre de Tovar se vio envuelta en críticas y continuas campañas de desmérito y desprestigio tanto de sus opositores políticos (principalmente del PSUV) como de sus aliados políticos de la MUD (principalmente de los partidos COPEI, Primero Justicia y Voluntad Popular), quienes continuamente le cuestionaron sus políticas gerenciales y su forma de ejecución de obras, críticas de las cuales el propio Lizandro se justificó bajo los argumentos de bajo presupuesto asignado por la Hacienda Nacional, el retrasado desembolso de recurso por parte de la administración nacional, la negación de presupuesto y proyectos por parte de la Cámara Municipal, la inflación y saboteo del Sindicato de Obreros.[cita requerida]
Durante su gestión se construyeron las siguientes obras:
- Construcción del Ambulatorio rural "Quebrada Arriba".
- Construcción parcial de los Ambulatorios "El Carrizal", "La Armenia", "La Honda" y "San Francisco".
- Construcción del enlace vial La Galera-El Chimborazo.
- Cementado de las calles 17 de Julio, La Lagunita, San José, Los Naranjos, La Honda, Mariño, El Naranjal.
- Recuperación de las canchas multipropósito de El Corozo, Wilfrido Omaña, Bicentenario, Quebrada Arriba, Monseñor Moreno, Las Colinas.
- Adquisición de 3 camiones de recolección de desechos.
- Ampliación del enlace vial Los Limones-La Lagunita.
- Recuperación del enlace vial Cristo Rey.
- Mejoramientos y Alumbrado de la Plaza Sucre, Parque Carabobo, Plaza Bolívar y Plaza Bolívar de San Francisco.
- Adquisición de Ambulancia para el Hospital II de Tovar.
- Construcción del Tanque de Agua Potable del Sector El Volcán.
- Construcción parcial del Embalse Wilmer Pérez.
- Recuperación de las tomas de agua potable de Cucuchica, Mariño, El Carrizal, Las Mesas de Santa Rita, Rincón de la Laguna y el Chayotal.

También promulgó:
- Decreto de las Ferias de Tovas como patrimonio Cultural e Inmaterial de la Humanidad.
- Creación de la Orden "Doña Maura Omaña".
- Institucionalización de la Corrida de la Municipalidad.
- Institucionalización de la Corrida Navideña.
- Declaratoria de Hijo adoptivo de Tovar al Sacerdote Reyli Guerrero.
- Declaratoria de Hijo Ilustre de Tovar a Domingo Alberto Rangel.
- Convenio de cooperación con la Universidad de Los Andes.

## Vida personal
Es hijo de la maestra Eduviges Márquez y el bioanalista Campo Elías Morales, ambos dirigentes de Acción Democrática.